# Jun-iti Nagata

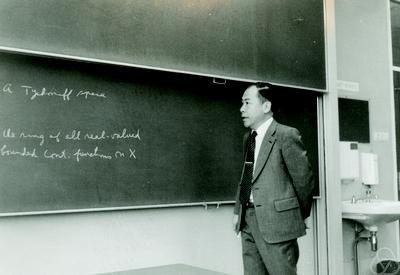
Jun-iti Nagata (1977)

Jun-iti Nagata (jap. 長田 潤一, Nagata Jun’ichi; * 1925; † 6. November 2007) war ein japanischer Mathematiker.
Jun-iti Nagata wurde 1956 an der Universität Osaka unter der Leitung von Kiiti Morita promoviert. Sein Hauptarbeitsgebiet war die Topologie, er ist Autor der Standardlehrbücher Modern Dimension Theory und Modern General Topology.
Sein Name ist mit dem Metrisierbarkeits-Satz von Bing-Nagata-Smirnow verbunden.
Nagata war Emeritus sowohl der Osaka-Kyoiku-Universität, an der er zehn Jahre gelehrt hatte, als auch der Osaka-Dentsu-Universität, an der er fünf Jahre unterrichtet hatte.

## Werke
- Jun-iti Nagata: Modern Dimension Theory, Interscience Publishers (1965)
- Jun-iti Nagata: Modern General Topology, John Wiley (1968), ISBN 0-444-87655-3
- Kiiti Morita – Jun-iti Nagata: Topics in General Topology, North-Holland (1989) ISBN 0-444-70455-8
- K.P. Hart, Jun-iti Nagata, and J.E. Vaughan: Encyclopedia of General Topology, Elsevier Science (August 16, 2004), ISBN 0-444-50355-2